# 新撰姓氏錄
《新撰姓氏錄》乃平安時代初期弘仁6年（815年）日本嵯峨天皇下令模仿中國唐朝《氏族志》所編寫的古代氏族名鑑。

## 概要
《新撰姓氏錄》是居住在京都及畿內的1,182個氏族根據「皇別」、「神別」、「諸蕃」等出身，來明確分類為哪個祖先、氏（（日語）うじな），記述緣由、分歧的情況等。不過，主要也為了辨別氏族的真假，及改賜姓是否正確。雖說內容記載的氏族被限定了，但針對日本古代史、古代氏族的研究上卻是不可或缺的史料。
現存的《新撰姓氏錄》是目錄手抄記（摘錄），而本文已殘缺不齊。雖有殘缺，但也保留若干的逸文。此外，此書的記載對象雖限定為京都（左京、右京）和五畿內的姓氏，但按其序所言，內文範圍裡仍有過半也無登載的姓氏。而書名雖曰「新撰」，並非在此之前曾出現《姓氏錄》一書，而是基於未完成的《氏族志》稱《新撰姓氏錄》。

## 皇別、神別、諸蕃
本書共記錄了1,182個姓氏，其皆出自於「皇別」、「神別」、「諸蕃」這三個類別。

### 皇別
第一個從「皇別」出來的姓氏乃自神武天皇以後，從天皇一族開始分支的氏族，共有335個姓氏；較具代表性的有清原氏、橘氏、源氏等。在「皇別」類別的氏族，含有皇親國戚（真人、八色姓等）及其他繁衍之氏族。

### 神別
被歸類在「神別」的姓氏，是由神武天皇以前的神話時代所產生的氏族，共有404個。主要有天孫降臨之際隨天津彥彥火瓊瓊杵尊下凡的神祇子孫，稱作「天神」、自天津彥彥火瓊瓊杵尊以降三代所衍生的子孫，稱作「天孫」、天孫尚未降臨前土生土長的氏族等，稱作「地祇」等三種次分類。
在「天神」類的姓氏有藤原氏、大中臣氏等246個，「天孫」類則有尾張氏、出雲氏、物部氏等128個，「地祇」有安曇氏、弓削氏等30個。

### 諸蕃
所謂「諸蕃」的姓氏是渡來人的氏族，如秦氏、東漢氏。大藏氏等共326個。諸蕃氏族更被細分成五種：「漢」為163個、「百濟」為104個、「高句麗」為41個、「新羅」為9個、「任那」為9個。另外在前述五類以外、沒有歸屬的氏族，共有117個。

## 相關書籍
- 佐伯有清，《新撰姓氏録の研究》全10巻，吉川弘文館，1981年。
- 田中卓著作集9，《新撰姓氏録の研究》，国書刊行会，1996年。

## 外部連結
- 除序文外的新撰姓氏録全文
- 新撰姓氏録 （页面存档备份，存于）